# A cincea elegie
„A cincea elegie”, subîntitulată Tentația realului, este a cincea poezie-elegie de Nichita Stănescu din volumul 11 elegii, apărut în 1966. 

## Comentarii
„A cincea elegie e un discurs al disculpării și justificării de sine”, a apreciat Ștefania Mincu, 1987 (p. 84), în timp ce Alex. Ștefănescu a catalogat-o drept o „poezie-joc specific nichitastănesciană (…) în care enumerarea ludică ia pe neobservate o turnură gravă” (Introducere…, 1986, p. 105-106).